# Zemisia thomasii
Zemisia thomasii, vrsta grma ili drveta iz potporodice glavočika cjevnjača u podtribusu Senecioniinae, tribus Senecioneae. Vrsta Z. thomasii izdvojena je iz roda Senecio i uključena u novi rod Zemisia. 
Raširena je po meksičkim državama Chiapas, Guerrero, Oaxaca i Veracruz, te u srednjoameričkim zemljama Gvatemala, Honduras i Salvador.

## Sinonimi
- Senecio deppeanus Hemsl.; Biol. Centr. Am. Bot. 2: 239 (1881)
- Senecio thomasii Klatt; Abh. Naturf. Ges. Halle 15: 332 (1882)